# Добронравов, Викторин Михайлович
Виктори́н Миха́йлович Добронра́вов (10 февраля 1889, Кишинёв — 28 декабря 1937, Боровичи) — протоиерей.
Причислен к лику святых Русской православной церкви в 2004 году.

## Семья
Родился в семье священника; отец рано умер. Отчим — секретарь Святейшего синода А. П. Ростовский. Брат — Леонид, сестра — Зинаида.
- Жена — Анна Константиновна Воронова, происходила из купеческой семьи со старообрядческими традициями.
- Дети:
  - Ирина (1915—1932, после ареста отца не могла продолжать образование, пошла работать и вскоре умерла от туберкулёза);
  - Николай (1917—1922);
  - Серафим (1921—1942, погиб на фронте);
  - Зоя (род. 1925, после Второй мировой войны жила в США, была профессором университета).

## Образование
Окончил Санкт-Петербургскую духовную семинарию (1910), дальнейшее образование получил на экономическом отделении Петроградского политехнического института.

## Священнослужитель
С 4 октября 1915 года — диакон церкви Преображения Господня (Спасо-Колтовской) на Петербургской стороне в Петрограде, с 21 декабря — священник этого же храма. В 1916—1918 годах он был законоучителем в местной церковно-приходской школе, Петроградском городском 22-м женском училище, городском 4-классном училище Петра I, Петроградском смешанном начальном училище, частной гимназии Фёдоровой, реальном училище Черняева и коммерческом училище на Крестовском острове.
В сентябре — октябре 1918 года находился под арестом, затем был освобождён. Чтобы прокормить семью, был вынужден, помимо службы в храме, дополнительно работать в различных учреждениях — счетоводом, участковым контролёром, конторщиком.
С 25 февраля 1919 года — настоятель церкви святителя Николая Чудотворца при Убежище престарелых сценических деятелей Русского театрального общества на Петровском острове. В 1922 году власти пытались закрыть храм, но благодаря усилиям настоятеля и прихожан решение о закрытии церкви было отменено. Вокруг молодого священника образовалось братство из двух десятков человек — преимущественно представителей интеллигенции, а также послушницы закрытого Иоанновского монастыря. Приход всегда находился в юрисдикции патриаршей церкви — даже когда в 1923 году почти все приходы Петрограда стали обновленческими, и лишь около десятка признавали власть патриарха Тихона. С 1924 года — протоиерей.
Пользовался уважением прихожан как духовник, организовывал паломничества к православным святыням, устраивал просветительские беседы. В 1927 году прихожане на своём общем собрании единогласно постановили «выразить искреннюю благодарность нашему дорогому батюшке, отцу настоятелю Викторину Добронравову за неутомимый труд и заботу о своей пастве и за умелое воспитание своих духовных детей».

## Деятель «иосифлянского» движения
Осенью 1927 года стал активным участником зарождавшегося «иосифлянского» движения, названного по имени митрополита Иосифа (Петровых) и объединившего священнослужителей и мирян, не признавших декларации заместителя патриаршего местоблюстителя митрополита Сергия (Страгородского), содержавшей далеко идущие уступки советской власти. В качестве представителя приходского духовенства был участником делегации от Ленинградской епархии, возглавляемой епископом Димитрием (Любимовым), которая 12 декабря 1927 побывала на приёме у митрополита Сергия и пыталась убедить его отказаться от декларации. Однако встреча закончилась безрезультатно.
Весной 1928 года отец Викторин вошёл (вместе с другими пятью протоиереями) в состав совета, ставшего коллегиальным руководящим органом «иосифлян» при владыке Димитрии (Любимове), управлявшем Ленинградской епархией. В обвинительном заключении по делу владыки Димитрия, в частности, говорилось: «Церковь святого Николая во главе с протоиереем Викторином Добронравовым, видным деятелем организации, группировала в своем приходе преимущественно интеллигенцию, антисоветски настроенный слой населения. Архиепископ Димитрий весьма уважал и ценил Добронравова как хорошего работника — пропагандиста и организатора прихода и нередко советовался с ним, считаясь с его мнением».
После закрытия Никольского храма (26 февраля 1930 года) недолго служил в церкви Святого Пантелеимона на Пискарёвке, затем на квартирах у своих духовных чад.

## Арест, лагерь, недолгая жизнь на свободе
19 сентября 1930 года был арестован по делу «Всесоюзная организация Истинно-Православная Церковь», его допрашивали семь раз с 19 сентября 1930 по 12 мая 1931 года. Держался достойно, отвечал кратко и жёстко, виновным себя не признал. Был приговорён к десяти годам лагерей. Сначала отправлен в Сибирь — в Мариинский лагерь, где находился на общих работах, затем отбывал срок в Беломоро-Балтийском лагере (Карелия), где вначале работал на строительстве Беломорканала, а после окончания фельдшерских курсов был фельдшером. Всего находился в заключении 6 лет и 3 месяца и освободился досрочно «по зачётам» 7 декабря 1936 года.
После освобождения жил на станции Оксочи Окуловского района Боровичского округа Ленинградской (ныне Новгородской) области. Работал лекарским помощником в областном интернате для дефектных детей имени Ушинского, где главным врачом был участник «иосифлянского» движения Иван Андреевский.

## Последний арест и мученическая кончина
6 августа 1937 года был арестован, допрашивался четыре раза, неизменно отказывался признать себя виновным. Вместе с ним по уголовному делу о «контрреволюционной организации» проходил 31 человек: 24 признали свою вину, шестеро (в том числе и отец Викторин) — нет, один умер во время следствия. 15 декабря 1937 года тройка Управления НКВД по Ленинградской области приговорила 25 обвиняемых (в том числе и отца Викторина) к расстрелу, а пятерых — к десяти годам лагерей.
28 декабря приговорённые были расстреляны.

## Память
Постановлением Священного синода Русской православной церкви от 25 марта 2004 года имя Викторина Добронравова включено в Собор новомучеников и исповедников Российских.
Автором подробного жизнеописания священномученика является доктор исторических наук Михаил Шкаровский.